# El Tambo (cantão)

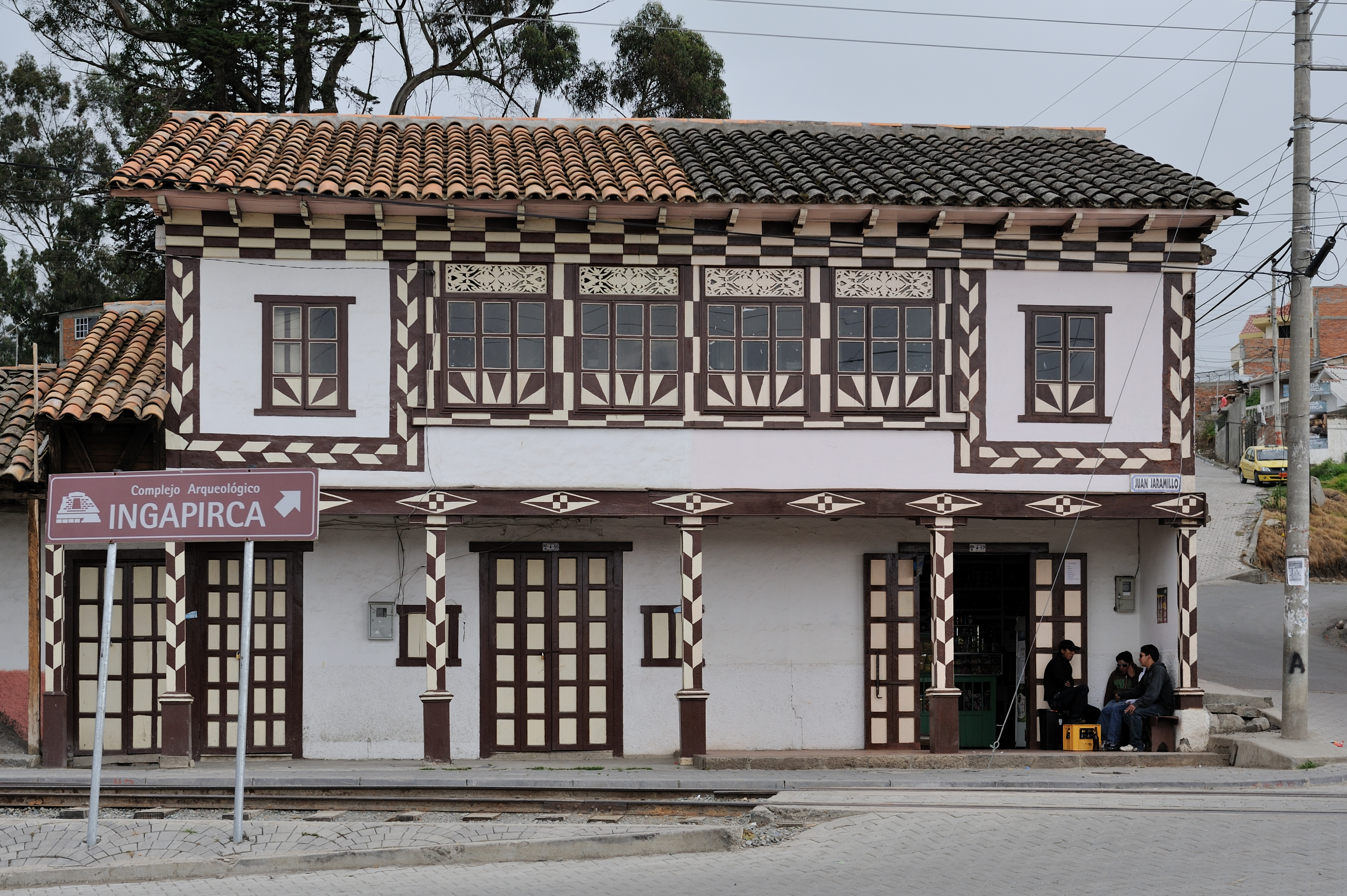
El tambo

El Tambo é um cantão do Equador localizado na província de Cañar.
A capital do cantão é a cidade de El Tambo.